# Poder local (Portugal)
O poder local  é um dos três níveis de governação pública que estão previstos na Constituição portuguesa.
Em Portugal, o poder local é composto pelas autarquias e está representado de duas formas:
- pelos municípios (cujos órgãos são a Câmara Municipal e a Assembleia Municipal)
- pelas freguesias (cujos órgãos são a Junta de Freguesia e a Assembleia de Freguesia).[1]

A ideia de poder local está associada à crença de que o Estado não deve levar à desintegração de comunidades menores. Em vez disso, acredita-se que essas instituições devem ser capazes de administrar os seus interesses particulares por meio de instituições que representem a vontade dos seus membros e de estarem mais próximas do povo.

## Eleições
A eleição dos órgãos dos representantes locais da população são escolhidos nas eleições autárquicas, têm um mandato de quatro anos e são eleitos em simultâneo, através de três boletins de voto: para a Câmara Municipal, para a Assembleia Municipal e para a Assembleia da Freguesia. 
- Câmara Municipal - o líder do partido ou do movimento de cidadãos mais votado será o presidente da câmara;
- Assembleia Municipal - o número de deputados municipais varia consoante o número de eleitores do concelho;
- Assembleia da Freguesia - o líder do partido ou movimento de cidadãos mais votado será o presidente da junta.

De forma geral, podem candidatar-se os cidadãos de Portugal, do Brasil e de Cabo Verde, bem como os cidadãos dos Estados membros da UE, desde que estejam inscritos no caderno eleitoral. Os candidatos só podem candidatar-se a órgãos municipais de uma e apenas uma cidade, mas podem constar das listas de câmaras municipais, câmaras municipais e de apenas uma junta de freguesia. Caso seja eleito para mais de um cargo, o candidato deverá escolher apenas um.
No entanto, existe um conjunto de pessoas que não podem ser eleitas devido aos cargos a que pertencem:
- Presidente da República;
- Membros da Comissão Nacional de Eleições;
- Militares e agentes das forças militarizadas e de segurança, em serviço efetivo;
- Cidadão falidos e insolventes, salvo se reabilitados, e cidadãos estrangeiros que estejam privados do direito de sufrágio ativo ou passivo;
- Diretores de finanças e chefes de repartição de finanças;
- Secretários de justiça e administradores judiciários;
- Ministros de qualquer religião ou culto;
- Cidadãos com dívidas em atraso à autarquia, ou os seus fiadores;
- Donos e dirigentes de empresas que tenham contratos em curso com a autarquia;

### Relação com o Estado
Existem vários aspetos da relação entre o poder local e o Estado, dos quais os mais relevantes são:
- O governo local e o governo central cooperam para resolver os problemas do povo - de forma coordenada, eles compartilham o trabalho administrativo e financeiro juntos, ou unem forças para fazer um determinado trabalho, ou o governo local faz um determinado trabalho, o governo central outros ;
- O estado repassa recursos aos governos municipais e fiscaliza o cumprimento da lei, além de as autarquias terem autonomia administrativa;
- Os poderes locais democraticamente eleitos representam o povo perante o Estado, transmitindo os seus problemas e reivindicações.